# Сам, Сидней
Си́дней Сам (нем. Sidney Sam; род. 31 января 1988, Киль) — немецкий футболист, полузащитник; тренер.
Является выпускником академии «Гамбурга», в 2008 году перешёл на правах аренды в «Кайзерслаутерн», за который забил 14 голов в 59 матчах. С 2010 Сэм выступал в составе «Байера 04», но после того как начал терять место в основе «фармацевтов» перебрался в «Шальке 04» за 2,5 млн евро.

## Клубная карьера
Начинал играть в футбол в клубах «ТуС» и «Килия» из родного город Киль. В 2002 году Сэмом заинтересовался клуб третьего дивизиона «Хольштайн». В 2004 году был куплен и отправлен в молодёжную команду «Гамбурга». На протяжении двух сезонов являлся ведущим полузащитником молодёжки «динозавров».
На протяжении двух сезонов являлся ведущим полузащитником молодёжки «динозавров». По ходу сезона 2007/08 отыграл четыре матча в первой команде, дебютировав в декабрьском поединке против «Штутгарта» (4:1). В 2008 году был отдан в аренду в «Кайзерслаутерн». В этой команде стал ведущим правым вингером, забив за два года 14 голов в 59 проведённых матчах.

### «Байер 04»
В конце сезона 2009/10 «Кайзерслаутерн» попытался выкупить трансфер Сэма, однако руководство на руководство «динозавров» вышли агенты «Байера 04», которые выложили за игрока молодёжной сборной Германии 3,4 млн евро, подписав с ним пятилетнее соглашение. В начале августа дебютировал в основе «фармацевтов», отметившись дублем в поединке Кубка Германии против «Пирмасенса», а его команда добилась впечатляющей победы со счётом 11:1. 25 сентября забил первый гол в рамках Бундеслиги, поразив ворота «Штутгарта» (1:4). В ноябре сумел оформить дубль в ворота «Кайзерслаутерна», но голы не праздновал, отметив после матча, что именно благодаря этому клубу он сумел превратиться в игрока уровня Бундеслиги. 17 февраля 2011 года в матче 1/16 финала Лиги Европы 2010/11 против харьковского «Металлиста» отметился дублем, забив на 90-й и 92-й минутах. После яркого дебютного сезона, в котором Сэм забил 12 голов и раздал 6 голевых передач, его место в основе не подвергалось сомнению. Во втором сезоне Сэм забивал чуть меньше, сумев открыть счёт своим голам в Бундеслиге лишь в середине сентября. В декабре 2011 года Сэм получил травму мышц бедра на одной из тренировок «Байера» и был вынужден пропустить полтора месяца. Вернувшись в строй, вышел на замену в поединке против «Штутгарта» на 72-й минуте, а уже через 14 минут у Сэма случился рецидив и он вылетел из игры до конца сезона.
Последующая карьера Сидни в «Байере» складывалась непросто, только он отвоевывал место в основе, как получал очередную травму. В этом сезоне он провёл всего один полный матч против «Хоффенхайма», в котором отметился голевой передачей. Ещё в сентябре полузащитник забил два гола в ворота «Гройтер Фюрта», выйдя на замену на 48-й минуте. За 1278 сыгранных минут Сэм забил 5 голов и раздал 6 голевых передач. Следующий сезон начал намного лучше, забив в 5 августовских поединках 4 гола. Несмотря на отсутствие постоянного места в основе, Сидни наколотил 13 голов и раздал 9 голевых передач. В январе 2014 года Сэмом активно интересовался «Ливерпуль», однако руководством «Байера» отказалось продавать своего футболиста. Через два дня Сидни сообщил, что не будет продлевать соглашение с «Байером».

### «Шальке 04»
8 января 2014 года Сам подписал контракт с «Шальке 04», который вступило в силу 1 июля 2014 года. Сумма трансфера составила 2,5 миллиона евро. Сумма трансфера составила примерно 2,5 млн евро. 18 августа Сэм дебютировал в составе «Шальке» в матче Кубка Германии против дрезденского «Динамо» (1:2). Через четыре дня дебютировал в рамках Бундеслиги в поединке против «Ганновера». 11 мая 2015 года вместе с Кевином-Принсом Боатенгом был отстранён от работы с командой после поражения от «Кёльна». 22 июля, после разговора с главным тренером клуба Андре Брайтенрайтером, Сидней был возвращён в состав команды и приступил к тренировкам.
14 января 2017 года Сам перешёл на правах аренды до конца сезона 2016/17 в «Дармштадт 98».
31 августа 2017 года Сам перешёл в «Бохум», подписав контракт до 2019 года.

## Карьера в сборной

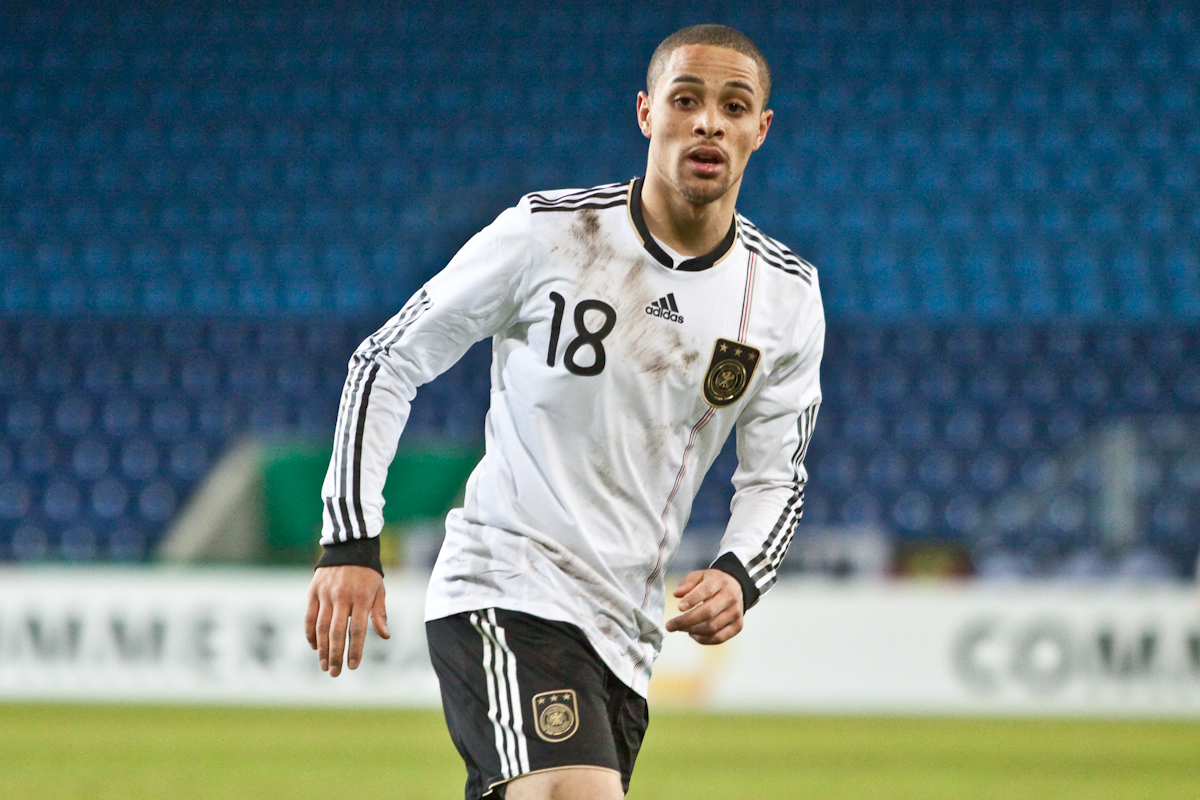
Сам в игре за сборную Германии до 21 года в 2010 году

Сам провёл девять матчей в составе юношеской сборной до 19 лет и четыре матча за молодёжную сборную до 20 лет. 8 сентября 2009 года Сидней дебютировал за молодёжную сборную до 21 года, а всего сыграл за неё в семи матчах.
16 мая 2013 года Сам был впервые вызван в сборной Германии. 29 мая он дебютировал за неё в товарищеском матче против сборной Эквадора (4:2). 10 сентября этого же года дебютировал в официальных встречах, сыграв семь минут в поединке против Фарерских Островов. Попал в расширенную заявку сборной Германии на чемпионат мира 2014 года, однако проиграл конкуренцию Юлиан Дракслеру.

## Тренерская карьера
В декабре 2022 года, Сам начал профессиональную карьеру тренера и начал работать в качестве ассистента главного тренера «Дуйсбурга». Первоначально работал там под руководством главного тренера Торстена Цигнера, а позднее и под руководством Бориса Шоммерса.
В июне 2024 года, он начал работать ассистентом главного тренера Карела Герартса в своём бывшем клубе «Шальке 04».

## Личная жизнь
Его отец нигериец, а мать немка. Его старший брат Стив — также футболист, выступающий за клуб «Тюркспор» Киль.
Сидней женат на Джойс Сам. В 2012 году у него родился сын Адриан-Ромеро.